# Миллер, Джордж Армитаж
Джордж Армитаж Миллер (англ. George Armitage Miller; 3 февраля 1920, Чарлстон, Западная Виргиния, США — 22 июля 2012, Плейнсборо, Нью-Джерси, США) — американский психолог.
Член Национальной академии наук США (1962).

## Биография
Миллер родился 3 февраля 1920 года в Чарлстоне, штат Западная Виргиния, в семье Джорджа Миллера, руководителя металлургической компании, и Флоренс Армитаж Миллер. Вскоре после его рождения его родители развелись, и он жил со своей матерью во время «Великой депрессии», окончив среднюю школу в Чарлстоне в 1937 году. 
В 1940 году окончил Алабамский университет со степенью бакалавра гуманитарных наук. В 1946 году защитил диссертацию на соискание учёной степени доктора философии по психологии в Гарвардском университете. С 1968 года — профессор экспериментальной психологии в Рокфеллеровском университете в Нью-Йорке, с 1979 года — профессор психологии в Принстонском университете. В 1969 году был избран президентом Американской психологической ассоциации.
Самая известная его работа — «Магическое число семь плюс-минус два» (The Magical Number Seven, Plus or Minus Two: Some Limits on our Capacity for Processing Information) увидела свет в 1956 году в Psychological Review. Это число так же называют числом Ингве-Миллера.
Дж. Миллер является одним из разработчиков Модели T.O.T.E.
В 1990 году награждён «William James Book Award» за свою книгу «The Science of Words», в 1991 получил из рук президента Джорджа Буша (старшего) Национальную научную медаль США.